# Myotis myotis
El murciélago ratonero grande (Myotis myotis) es el mayor representante del género Myotis en Europa.

## Descripción y alimentación
Las hembras son algo mayores que los machos, de pelo corto y denso, con una base oscura y con el dorso de castaño a pardo grisáceo y el vientre casi blanco; los especímenes jóvenes son de un gris ceniciento, piel pardo rojiza. 
El hocico es ancho y con abultamientos glandulares. El uropatagio es lampiño, con un espolón que cubre la mitad de su borde.
Se alimentan principalmente de escarabajos y otros insectos. También se ha destacado la presencia de pelos de musaraña en sus heces en Francia, por lo que ocasionalmente se puede alimentar de pequeños mamíferos. http://www.sierradebaza.org/Fichas_fauna/06_08_murcielago-ratonerogrande/murcielago-ratonerogrande.htm Archivado el 26 de junio de 2017 en Wayback Machine.
Su fórmula dentaria es {\displaystyle {\frac {2.1.3.3}{3.1.3.3}}}.

## Distribución
Habita en Europa, Israel, Siria, Anatolia y las Islas Azores. En Europa, al sur de una línea que pasa por los Países Bajos, la costa germano-polaca (en el sur del Mar Báltico) y Crimea. 

### España
La población española se estima en 109.250 individuos. Parece que esta tiende a reducirse.

#### Andalucía
Se estima en 56.805 individuos (52 % de la población española). Sin embargo, en Andalucía en los últimos años experimenta un aumento moderado del 6,6 % anual. De hecho el número de colonias objeto de seguimiento (2003-2011) permanece estable a pesar de haber desaparecido dos colonias en 2010.

## Hábitat
Ocupa zonas templadas. Sus territorios de caza y campeo suelen ser bosques abiertos de tipo adehesados y parques asociados con áreas marginales urbanas. Está considerada como una especie forestal. 
Es una especie típicamente cavernícola, que utiliza como refugios cuevas, minas o cualquier tipo de cavidad subterránea. También se encuentra en desvanes y sótanos, sobre todo en Europa Central.
Gregario durante la cría, con colonias que pueden reunir miles de hembras a partir del mes de marzo. Los machos al principio mezclados con las hembras, se separan en pequeños grupos que vuelven a reunirse en agosto para el celo.

## Amenazas
Las principales amenazas se derivan de la destrucción o inutilización de refugios y las molestias ocasionadas por espeleoturismo. La transformación y rehabilitación de edificios con colonias.

## Galería

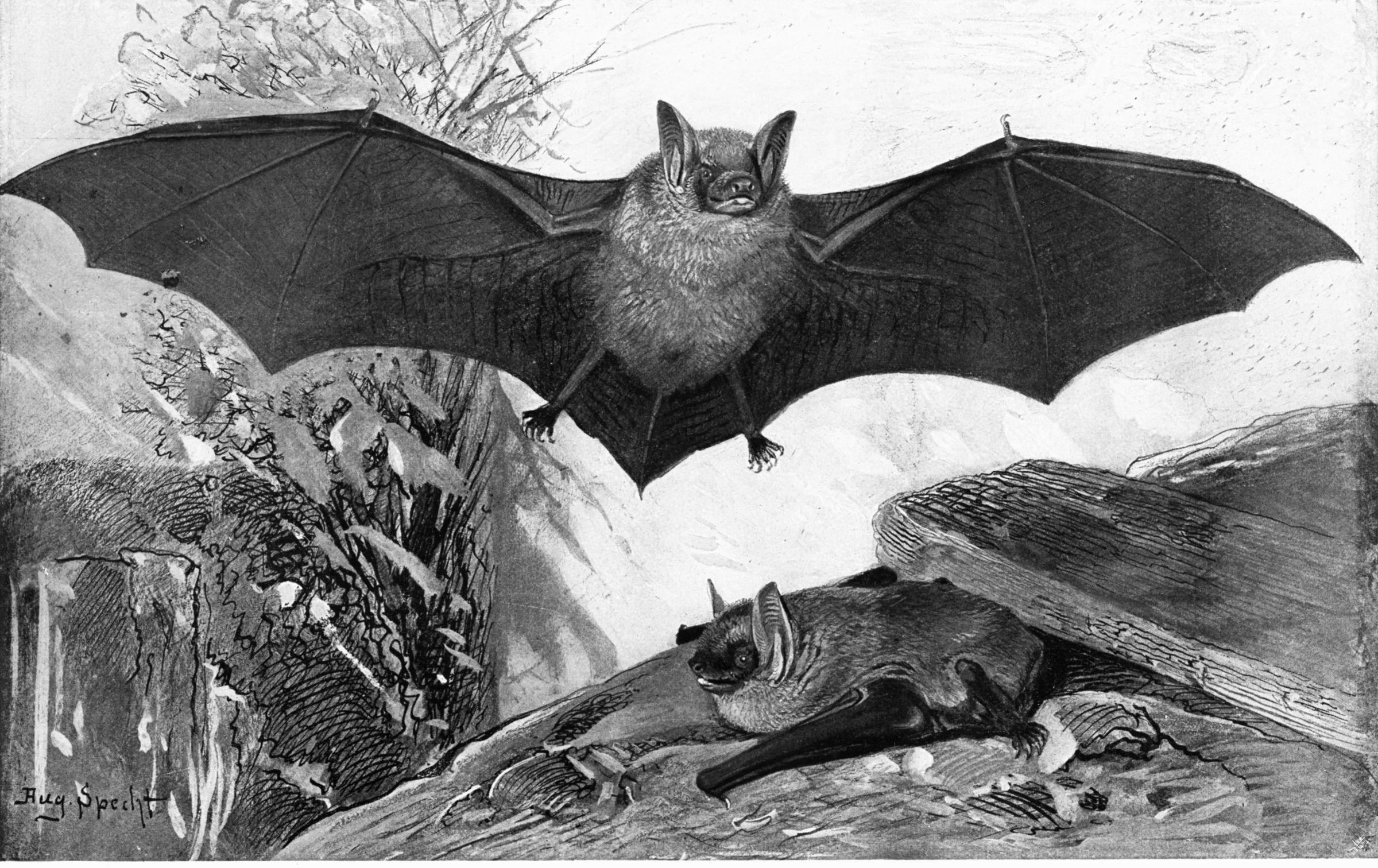
Gustav Mützel, para la obra de A. E.  Brehm. 1927.
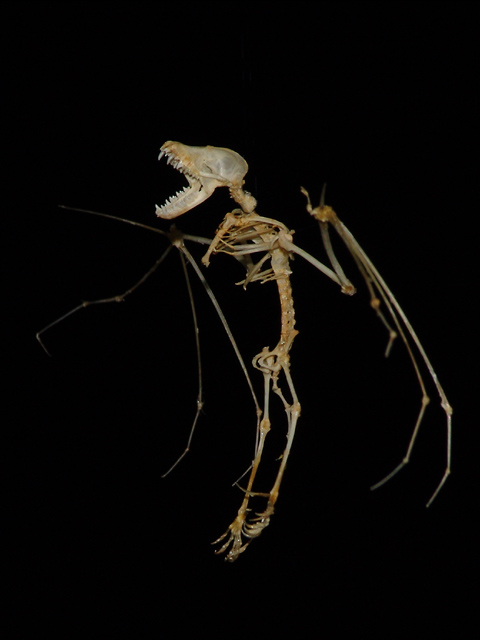
Esqueleto.
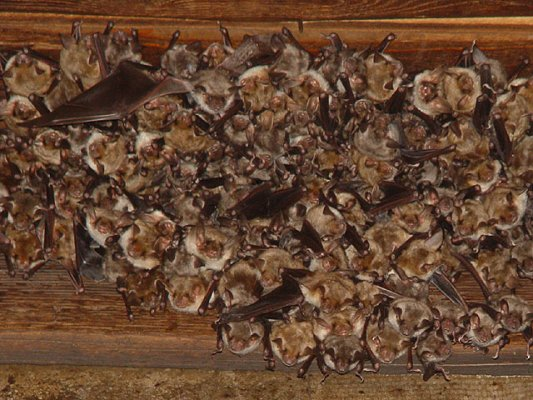
Colonia de cría.